# Косорин
Косорин (слч. Kosorín) насељено је мјесто са административним статусом сеоске општине (слч. obec) у округу Жјар на Хрону, у Банскобистричком крају, Словачка Република.

## Становништво
| Година:    | 1994. | 2004.   | 2014.   | 2024.   |
| ---------- | ----- | ------- | ------- | ------- |
| Број људи: | 408   | 409     | 425     | 439     |
| Разлика:   |       | +0,24 % | +3,91 % | +3,29 % |

| Година:    | 2023. | 2024.   |
| ---------- | ----- | ------- |
| Број људи: | 454   | 439     |
| Разлика:   |       | -3,30 % |

Према подацима о броју становника из 2011. године насеље је имало 424 становника.